# Miss International 1961
Miss International 1961, seconda edizione di Miss International, si è tenuta presso Long Beach, in California, il 18 agosto 1962. L'olandese Stam van Baer è stata incoronata Miss International 1961.

## Risultati

### Piazzamenti
| Risultato finale        | Concorrente |
| ----------------------- | --- |
| Miss International 1961 | - Paesi Bassi - Stam van Baer |
| 2ª classificata         | - Brasile - Vera Brauner Menezes |
| 3ª classificata         | - Spagna - Maria Cervera Fernández |
| 4ª classificata         | - Canada - Edna MacVicar |
| 5ª classificata         | - Islanda - Sigrun Ragnarsdóttir |
| Semifinaliste           | - Finlandia - Marja Ryönä - Germania - Renate Moller - Irlanda - Irene Kane - Israele - Dalia Lion - Malaysia - Helen Tan Hong Lean - Norvegia - Aase Schmedling - Panama - Angela Alcové - Paraguay - Gladys Fernández - Sri Lanka - Kamala Athauda - Taiwan - Dolly Ma |

### Riconoscimenti speciali
| Riconoscimento    | Concorrente                   |
| ----------------- | ----------------------------- |
| Miss Photogenic   | - Paesi Bassi - Stam van Baer |
| Miss Friendship   | - Uruguay - Mónica Moore      |
| Most Popular Girl | - Tahiti - Tahia Piehi        |

## Concorrenti
- Argentina - Alicia Care
- Australia - Rosemary Fenton
- Austria - Iris Kosch
- Belgio - Jacqueline Oroi
- Birmania - Minnie Pu
- Bolivia - Carmen Anze
- Brasile - Vera Brauner Menezes
- Canada - Edna MacVicar
- Colombia - Vilma Kohlgruber Duque
- Corea del Sud - Lee Ok-ja
- Danimarca - Jyette Nielsen
- Ecuador - Elaine Ortega
- Filippine - Pilar Arciaga
- Finlandia - Marja Ryönä
- Francia - Brigitte Barazer de Lannurien
- Galles - Barbara Wilcock
- Germania - Renate Moller
- Giappone - Atsuko Kyoto
- Grecia - Ioanna Berouka
- Guatemala - Ileana Polasek Alzamora
- Guyana britannica - Hermione Clair Brown
- Hong Kong - Judy Chang
- India - Diana Valentine
- Inghilterra - Nicky Allen
- Irlanda - Irene Ruth Kane
- Islanda - Sigridur Geirsdottir
- Israele - Dalia Lion
- Italia - Anna Vincenzini
- Libano - Eleanor Abi Karam
- Lussemburgo - Elfie Klein
- Madagascar - Ellysserre Ratahirisoa
- Malaysia - Helen Tan Hong Lean
- Marocco - Monique Auglade
- Norvegia - Aase Schmedling
- Nuova Zelanda - Leone Main
- Paesi Bassi - Stam van Baer
- Panama - Angela Alcové
- Paraguay - Gladys Fernández
- Perù - Norma González
- Porto Rico - Ivette Monagas
- Scozia - Annie Carnie Jinks
- Spagna - Maria Cervera Fernández
- Sri Lanka - Kamala Athauda
- Stati Uniti - Jo Ann Marie Dyer
- Sudafrica - Dina Maria Robbertse
- Svezia - Elizabeth Oden
- Svizzera - Michele Rossellat
- Tahiti - Tahia Piehi
- Taiwan - Dolly Ma
- Turchia - Aydan Demirel
- Uruguay - Mónica Moore Davie
- Venezuela - Gloria Lilue